# 10544 Hörsnebara
A 10544 Horsnebara (ideiglenes jelöléssel 1992 DA9) a Naprendszer kisbolygóövében található aszteroida. Az UESAC projekt keretében fedezték fel fel 1992. február 29-én.